# Harrie Smolders
Harrie Smolders (né le 10 mai 1980) est un cavalier néerlandais de saut d'obstacles. 
En 2001, il se classe 3e aux championnats d’Europe des jeunes cavaliers à Gijon (Espagne). Il concourt aux Jeux olympiques d'été de 2016 à Rio de Janeiro (Brésil), où il s'est classé 7e par équipe et 27e en individuel. Il a également participé à quatre finales de la coupe du monde de saut d'obstacles (en 2008, 2011, 2012 et 2016), il termine second en 2016, son meilleur résultat.